# Toprakkale (district)
Toprakkale is een Turks district in de provincie Osmaniye en telt 13.049 inwoners (2007). Het district heeft een oppervlakte van 125,3 km². Hoofdplaats is Toprakkale.
De bevolkingsontwikkeling van het district is weergegeven in onderstaande tabel.
| 1997   | 2000   | 2007   |
| ------ | ------ | ------ |
| 17.020 | 14.519 | 13.049 |